# ایراکلی یکم
ایراکلی یکم (گرجی: ერეკლე I , ارکل اول ; فارسی: ارگلی خان) یا نظرعلی خان (فارسی: نظر علی خان ; گرجی: ნაზარალი-ხანი)، از سلسله باگراتیونی‌ها، پادشاه گرجی بود که بر پادشاهی‌های کاختی (۱۶۷۵–۱۶۷۶، ۱۷۰۳–۱۷۰۹) و کارتلی (۱۶۸۸–۱۷۰۳) تحت حمایت دودمان صفوی ایران حکومت می‌کرد.